# 二副機師
二副駕駛（英文：Second Officer）亦稱二副機師、二級副駕駛及第二副駕駛等，是整個駕駛室內資歷最淺的一級。大部份航空公司設有二副駕駛一職。在以往駕駛艙三人配置的情況下，二副駕駛通常會擔任飛航工程師的工作。
二副駕駛制服上擁有一條或兩條金色或白色斑紋。